# 辛雄
辛 雄（しん ゆう、485年 - 534年）は、北魏の官僚・政治家。字は世賓。本貫は隴西郡狄道県。従兄は辛纂。

## 経歴
辛暢の子として生まれた。書物や記録を広く渉猟して、とくに刑名学を好んだ。みだりに交友せず、喜怒を顔色に表さなかった。奉朝請を初任とした。父が隴西郡で病にかかると、辛雄は官を辞めて帰郷し、日夜介抱した。父が死去すると、辛雄は喪に服してほとんど心神喪失の様子であったため、世間にその孝を讃えられた。
正始初年、給事中に任じられた。10年のあいだ職を移らず、病のため免官された。512年（延昌元年）、清河王元懌が司空となると、辛雄は召し出されて司空戸曹参軍をつとめ、田曹の事務を担当した。515年（延昌4年）、元懌が司徒に転じると、辛雄は司徒戸曹参軍に任じられた。元懌が太尉に転じると、辛雄はその下で太尉記室参軍をつとめた。神亀年間、尚書駕部郎中に任じられ、三公郎に転じた。
東平王元匡が任城王元澄と争い、元匡は元澄に弾劾されて官爵を剥奪された。辛雄は元匡を弁護する上奏をおこない、元匡は平州刺史として復帰できた。郎官の整理縮小がおこなわれたが、辛雄は祖瑩・羊深・源子恭・朱元旭ら8人とともに留任することができた。
辛雄は孔子が五孝を説いたと称する『禄養論』を作り、孝明帝に献上した。母が死去したため、官を離れて喪に服した。哭礼を終えると、尚書右僕射の元欽の上奏により辛雄は郎として復帰した。まもなく司州別駕を兼ね、前軍将軍の号を加えられた。
525年（孝昌元年）、北魏の徐州刺史元法僧が反乱を起こすと、南朝梁は元法僧を援助するために蕭綜を派遣して彭城に拠らせた。北魏の安豊王元延明が臨淮王元彧を率いて蕭綜を攻撃させようとしたが、なかなか進軍できなかった。辛雄が太常少卿の元誨（元懐の子）の副使として派遣され、軍令に違反する者を斬る権限を与えられると、ようやく徐州に軍を進め、蕭綜を降伏させることができた。冀州刺史侯剛が辛雄を長史として求めたが、孝明帝がこれを許可せず、辛雄を司空長史に任じた。このころ北魏の諸公は辛雄の名声を慕って、かれを属官に招こうと手を尽くしたが、かれを招くことのできた者はいなかった。
このころの北魏は各地で反乱が盛行し、南朝梁もたびたび国境を侵犯していたが、孝明帝はまず荊州に親征しようと計画した。辛雄は行台左丞とされ、臨淮王元彧とともに東路をとって葉城に向かった。別将の裴衍は西路の三鵶を通ることとなったが、裴衍が留まって進軍しないうちに、元彧の軍はすでに汝水の浜に宿営していた。北淯から救援要請が来たが、元彧は予定の道を外れることから、要請に応じるつもりがなかった。辛雄は裴衍の進軍が遅れているうえ、放置すると民衆に不安を与え、深刻な害となると主張して、救援に応じるよう訴えた。元彧は後で責任を問われることを恐れて、辛雄に軍権を与えたので、辛雄は自ら元彧の軍を率いて救援に向かうと、敵軍は敗走した。
尚書右丞の官に欠員が出たため、孝明帝が尚書僕射の城陽王元徽に人材の推挙を求めると、元徽は辛雄を挙げた。そこで辛雄は輔国将軍・尚書右丞に任じられた。まもなく吏部郎中に転じ、郎中のまま平東将軍・光禄大夫の位を受けた。
蕭宝寅が雍州で反乱を起こし、侯衆徳らがその討伐に功績を挙げたため、爵位や恩賞を受けることになった。そこで528年（武泰元年）に辛雄は尚書を兼ね、関西賞勲大使となってかれらに恩賞を与えるよう命じられた。しかし関西に赴任する前に、爾朱栄が洛陽に入り、河陰の変が起こって世情が混乱したため、辛雄は潜伏して出てこなかった。後に孝荘帝により辛雄は度支尚書に任じられ、安南将軍の号を加えられた。
529年（永安2年）、元顥が洛陽に入り、北中郎将の楊侃が孝荘帝に従って河内に避難すると、孝荘帝は楊侃を度支尚書とした。元顥が敗れて孝荘帝が洛陽に帰還すると、辛雄は敵に従っていたことを自ら告白して処罰を求めた。孝荘帝は辛雄を許し、楊侃を尚書の任から解いて、辛雄を度支尚書の官にもどさせた。ほどなく辛雄は尚書のまま侍中・関西慰労大使を兼ねた。関西への出向に先だって辛雄は孝荘帝に対して5カ条の請願をおこなった。
530年（永安3年）、鎮南将軍・都官尚書に転じ、河南尹を代行した。531年（普泰元年）、鎮軍将軍・殿中尚書となった。さらに衛将軍・右光禄大夫・秦州大中正を加えられた。532年（太昌元年）、再び殿中尚書に任じられ、吏部尚書を兼ねた。まもなく殿中尚書のまま車騎大将軍・左光禄大夫に任じられた。533年（永熙2年）3月、再び吏部尚書を兼ねた。このころ辛雄は孝武帝側近の反高歓派に近しいとみられていた。
孝武帝が南巡すると、辛雄は尚書左僕射を兼ねて、洛陽の留守をつとめた。534年（永熙3年）、侍中を兼ねた。孝武帝が関中に入ったが、辛雄は洛陽に残った。高歓が洛陽に着くと、永寧寺に朝士を集め、孝武帝を諫めなかったといって辛雄や崔孝芬・劉廞・楊機らを責めた。辛雄はここに殺害された。享年は50。その財産は没収され、二子の辛士璨・辛士貞は関中に逃亡した。

## 伝記資料
- 『魏書』巻77 列伝第65
- 『北史』巻50 列伝第38